# セミプロフェッショナルスポーツ
セミプロフェッショナルスポーツ（英語: semi-professional sports、略称：セミプロ）とは、スポーツを行う際に給与をもらっておりアマチュアというわけではないが、完全にプロフェッショナルとしてスポーツを行なっているわけではないスポーツ選手を指す用語である。セミプロとしてプレーを行なっている理由としては、プロスポーツの興行として行うには実力もしくは人気が低く、プロフェッショナルとして活動することが難しいことなどが一般的な理由として挙げられる。
また、セミプロという用語は写真家やミュージシャンなど芸術・芸能活動で収入を得てはいるが、それだけは生活には充分でないためアルバイトやパートタイム労働などによる副業で生計を立てている者にも適用されることがある。製品の質やコストがアマチュアとプロフェッショナルの間に該当するような製品を製作している者にも使用されることがあるが、現代ではセミプロではなく、生産消費者（プロシューマー）という用語を使用することが多い。

## 語源
アメリカ合衆国のサンフランシスコ・オリンピック・クラブはアメリカンフットボールチームを1890年に設立した。同年、オリンピック・クラブは優秀な選手を勧誘するため、仕事のオファーを出しているとしてライバルクラブから非難を受けた。アマチュア運動連合の調査によると、オリンピック・クラブの勧誘は実際にはプロ選手として契約を行うものではなく、プロ選手に「準じる（semi）」形で契約を行うというだけのものであるとされた。ここから「セミプロ」という用語が生まれた。アマチュア運動連合はセミプロという概念をあまり好ましく思っていなかったが、この決定により選手がアマチュアという地位を失ったり信用を落とすことなく、スポーツクラブが実際に選手を雇用できることになった。

## 比喩表現として
日本における高等学校のスポーツ（特に高校野球や高校サッカー、高校駅伝、特に私立学校）において、学校教育におけるスポーツ活動の枠を超えて「選手を全国から募集する」「（高校駅伝で特に顕著な）留学生を募集する」「プロチーム並みに部員寮を保有する」「授業よりも練習メイン」という学校を本来の課外活動を超越しているとして批判的に「セミプロ集団」と言われることがある。高校野球だけでなく吹奏楽部といった文科系の部活動でも同様に「セミプロ」と称される学校が存在する。